# لیام روسنیر
| ntupdate =
}}
لیام جیمز روسنیر (انگلیسی: Liam James Rosenior؛ زادهٔ ۹ ژوئیهٔ ۱۹۸۴) بازیکن پیشین و مربی فوتبال اهل انگلستان است.
از باشگاه‌هایی که در آن بازی کرده‌است می‌توان به بریستول سیتی، فولام، تورکی یونایتد، ریدینگ، ایپسویچ تاون، هال سیتی و برایتون اند هوو آلبیون اشاره کرد.